# 한국 불교의 종파 목록
이 문서는 한국의 역대 불교 종파와 해당 종파의 시조(始祖)를 가나다순으로 나열한 목록 문서이다. 시조에 대해 여러 의견이 있는 경우 병기하고 있다.
1. 계율종(戒律宗): 자장(慈藏: 590-658)[1], 겸익(謙益: fl. 526)[2][3][4]
2. 구산문(九山門): 선종 구산(禪宗九山)의 다른 이름[5]
3. 남산종(南山宗): 계율종(戒律宗)의 다른 이름[6]
4. 법상종(法相宗): 원측 진표(眞表: fl. 752)[7]
5. 법성종(法性宗): 원효(元曉: 617-686)[8][9]
6. 법화종(法華宗): 현광(玄光: 6세기)[10]
7. 분황종(芬皇宗): 법성종(法性宗)의 다른 이름[8][9]
8. 선적종(禪寂宗): 선종 구산(禪宗九山)의 통칭이자 조계종(曹溪宗)의 이전 이름[6]
9. 선종 구산(禪宗九山)[11][12][5]
  1. 가지산문(迦智山門): 도의(道義: d 825)
  2. 동리산문(桐裡山門): 혜철(惠哲: 785-861)
  3. 봉림산문(鳳林山門): 현욱(玄昱: 787-868)
  4. 사굴산문(闍崛山門): 범일(梵日: 810-889)
  5. 사자산문(獅子山門): 도윤(道允: 798-868)
  6. 성주산문(聖住山門): 무염(無染: 800-888)
  7. 수미산문(須彌山門): 이엄(利嚴: 869-936)
  8. 실상산문(實相山門): 홍척(洪陟: fl. 830)
  9. 희양산문(曦陽山門): 도헌(道憲: 824-882)
10. 신인종(神印宗): 명랑(明朗: fl. 668)[13][14], 신인종은 진언종의 별파이다.[14]
11. 시흥종(始興宗): 열반종(涅槃宗)의 다른 이름[6]
12. 열반종(涅槃宗): 보덕(普德: fl. 650)[15]
13. 원융종(圓融宗): 화엄종(華嚴宗)의 다른 이름[16]
14. 유가종(瑜伽宗): 법상종(法相宗)의 다른 이름[7]
15. 유식종(唯識宗): 법상종(法相宗)의 다른 이름[7]
16. 율종(律宗): 계율종(戒律宗)의 다른 이름[3][17]
17. 자은종(慈恩宗): 법상종(法相宗)의 다른 이름[6]
18. 조계종(曹溪宗): 선종 구산이 고려 중기에 통합된 것[4][18] 또는 고려 말에 보우(普愚: 1301-1382)가 5교9산을 통합한 것[18][19], 또는 지눌(知訥: 1158-1210)[20]
19. 중도종(中道宗): 법성종(法性宗)의 다른 이름[6]
20. 진언종(眞言宗): 혜통(惠通: fl. 7세기)[13][21]
21. 천태종(天台宗): 의천(義天: 1055-1101)[22]
22. 해동종(海東宗): 법성종(法性宗)의 다른 이름[23]
23. 화엄종(華嚴宗): 연기(緣起: fl. 544)[24], 의상(義湘: 625-702)[16]

## 같이 보기
- 한국 불교의 종파
- 중국 불교의 종파
- 중국 불교의 종파 목록

## 참고 문헌
- 이 문서에는 다음커뮤니케이션(현 카카오)에서 GFDL 또는 CC-SA 라이선스로 배포한 글로벌 세계대백과사전의 내용을 기초로 작성된 글이 포함되어 있습니다.